# Abeomelomys sevia
Abeomelomys sevia (Tate & Archbold, 1935) è l'unica specie del genere Abeomelomys (Menzies, 1990), endemica della Nuova Guinea.

## Etimologia
Il termine generico deriva dalla combinazione del verbo latino Abeo- il cui significato è allontanarsi, e del genere Melomys, con chiara allusione alle divergenze tra le due forme. Il termine specifico invece deriva dalla località di Sevia, nella Penisola di Huon, Papua Nuova Guinea, dove nel 1929 fu catturato l'olotipo dalla Whitney South Sea Expedition.

## Descrizione

### Dimensioni
Roditore di piccole dimensioni, con lunghezza della testa e del corpo tra 114 e 138 mm, la lunghezza della coda tra 140 e 191 mm, la lunghezza del piede tra 24 e 26 mm, la lunghezza delle orecchie tra 17 e 19 mm e un peso fino a 52 g.

### Caratteristiche craniche e dentarie
Il cranio presenta una scatola cranica ampia, un rostro accorciato, il palato è stretto e le bolle timpaniche piccole.
Sono caratterizzati dalla seguente formula dentaria:

### Aspetto
La pelliccia è lunga e liscia. Il colore del corpo è bruno-rossiccio, più chiaro sui fianchi e sulla groppa, il muso è leggermente cosparso di peli grigiastri, mentre le parti ventrali sono bianco-grigiastre. Il dorso delle zampe è biancastro. Le vibrisse sono lunghe circa 47 mm. La coda è più lunga della testa e del corpo, è uniformemente marrone scura e le scaglie, disposte come nelle specie del genere Melomys in maniera simile alle tessere di un mosaico, sono corredate da tre peli ciascuna. Le femmine hanno due paia di mammelle inguinali.

## Biologia

### Comportamento
È una specie terricola.

### Riproduzione
Le femmine danno alla luce un piccolo alla volta.

## Distribuzione e habitat
Questa specie è endemica della parte centrale ed orientale della Cordigliera centrale della Nuova Guinea e della Penisola di Huon.
Vive nelle foreste muschiose montane e nelle zone alpine sopra la linea dei boschi tra i 1.400 e 3.100 metri di altitudine.

## Conservazione
La IUCN Red List, nonostante l'areale ristretto e considerato l'habitat privo di minacce e la popolazione numerosa, classifica A.sevia come specie a rischio minimo (Least Concern).